# Малая Лавна
Малая Лавна — река в России, протекает по Мурманской области. Устье реки находится в 1,1 км по левому берегу реки Лавна. Длина реки составляет 15 км, площадь водосборного бассейна 84,6 км². В низовье порожиста.
В бассейне реки располагаются озёра Лавненское 1-е, Лавненское 2-е, Лавненское 3-е и Лавненское 4-е.

## Данные водного реестра
По данным государственного водного реестра России относится к Баренцево-Беломорскому бассейновому округу, водохозяйственный участок реки — реки бассейна Баренцева моря от восточной границы реки Печенга до западной границы бассейна реки Воронья, без рек Тулома и Кола. Речной бассейн реки — бассейны рек Кольского полуострова, впадает в Баренцево море.
Код объекта в государственном водном реестре — 02010000612101000001100.